# Ана, Элеонора де
Элеонора де Ана (нем. Eleonore de Ahna; 8 января 1838, Вена — 10 мая 1865, Берлин) — немецкая оперная певица (меццо-сопрано). Сестра скрипача Генриха де Ана, тётя певицы Паулины де Ана.

## Биография
Родилась в семье баварского военного, а затем промышленника. Несмотря на сопротивление семьи, поступила в вокальный класс Эдуарда Мантиуса в Берлине, по окончании которого дебютировала 2 сентября 1859 года на сцене Берлинской королевской оперы в партии Орсины («Лукреция Борджиа» Гаэтано Доницетти). Дебют оказался успешным, и с 1860 г. де Ана была зачислена в состав труппы. Выступала также и на других германских оперных сценах. Лучшей партией де Ана считалась партия Фидес в опере Джакомо Мейербера «Пророк», она также пела Эльвиру в «Дон Жуане», Маддалену в «Риголетто», Ортруд в «Лоэнгрине» и др.